# Semaeopus caparonensis
Semaeopus caparonensis är en fjärilsart som beskrevs av Louis Beethoven Prout 1938. Semaeopus caparonensis ingår i släktet Semaeopus och familjen mätare. Inga underarter finns listade i Catalogue of Life.